# Архангородский, Зиновий Семёнович
Зиновий Семёнович Архангородский (укр. Зиновій Семенович Архангородський; 26 апреля 1931, Зиновьевск — 22 ноября 2019) — советский и украинский спортсмен, тренер и педагог; Мастер спорта СССР (1957) (представлял общество «Буревестник» (Днепропетровск)), Заслуженный тренер Украинской ССР (1964), Заслуженный тренер СССР (1991), судья международной категории (1980). Автор 15 научно-методических работ и книги «Гиревой спорт» (Киев, 1980).

## Биография
Родился 26 апреля 1931 года в Зиновьевске Украинской ССР в еврейской семье Семёна Яковлевича и Анна Абрамовны.
В 1954 году окончил Государственный центральный институт физической культуры (ныне Российский государственный университет физической культуры, спорта, молодёжи и туризма) в Москве.
Был организатором и руководителем трёх центров подготовки тяжелоатлетов высших достижений и резерва — в Кривом Роге (1956—1976) на базе Криворожского горнорудного института, где возглавлял кафедру физического воспитания и спорта; в Днепропетровске (1976—1982) на базе Института физической культуры (ныне Приднепровская государственная академия физической культуры и спорта), где был заведующим кафедры тяжёлой атлетики; в Харькове (1986—2000) на базе Института физической культуры (ныне Харьковская государственная академия физической культуры), где с 1994 года возглавлял кафедру тяжёлой атлетики. В 1996—2000 годах был членом исполкома Федерации тяжёлой атлетики Украины, с 1998 года — вице-президент ассоциации «Звёзды спорта Украины».
В качестве тренера Зиновий Архангородский принимал участие в подготовке чемпионов и рекордсменов Украинской ССР и СССР, мира, Европы и Олимпийских игр, в числе которых — С. Рахманов, Ю. Зайцев, Э. Бровко, С. Батищев, В. Кравчук, С. Нагорный, В. Борох, А. Насибулин, Г. Красильников, А. Лихвальд, а также женщины-тяжелоатлетки — В. Шаймарданова, В. Масловская.
Умер 22 ноября 2019 года.